# Andrea Masi
Andrea Masi (ur. 30 marca 1981 w L’Aquili) – włoski rugbysta, występujący na pozycji środkowego ataku w Racingu Métro, a także we włoskiej drużynie narodowej.
W drużynie narodowej debiutował 26 sierpnia 1999 w meczu z Hiszpanią w L’Aquili. Zaliczył wówczas swoje pierwsze przyłożenie.
Uczestniczył w Pucharze Świata w 2003 i 2007.
Został wybrany najlepszym zawodnikiem w historycznym zwycięstwie nad drużyną Francji. Mecz został rozegrany 12 marca 2011 w Rzymie w ramach Pucharu Sześciu Narodów.